# Cephalotes bloosi
Cephalotes bloosi är en myrart som beskrevs av Baroni Urbani 1999. Cephalotes bloosi ingår i släktet Cephalotes och familjen myror. Inga underarter finns listade.